# 仁川国際空港高速道路

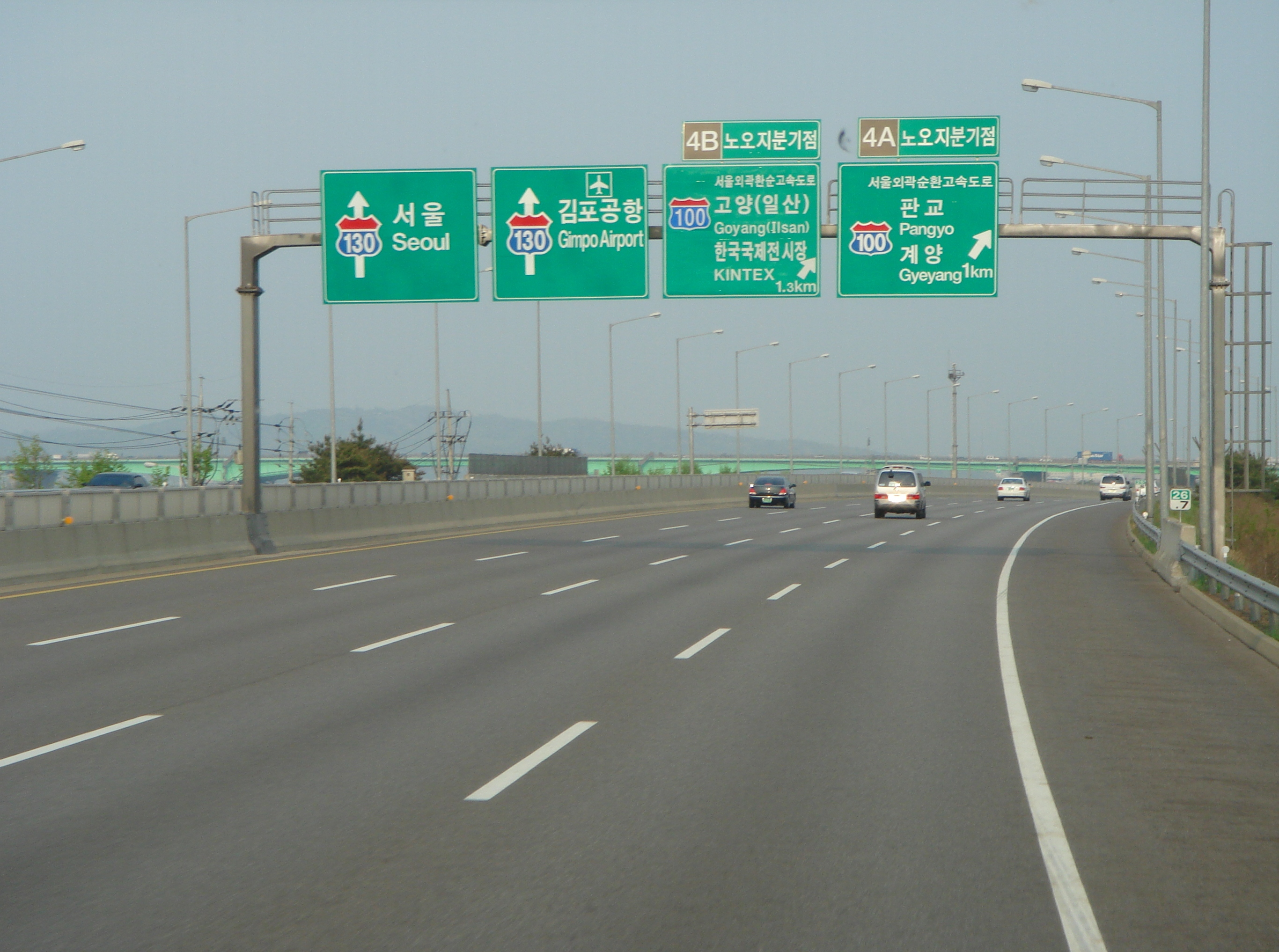
老梧地JCT付近

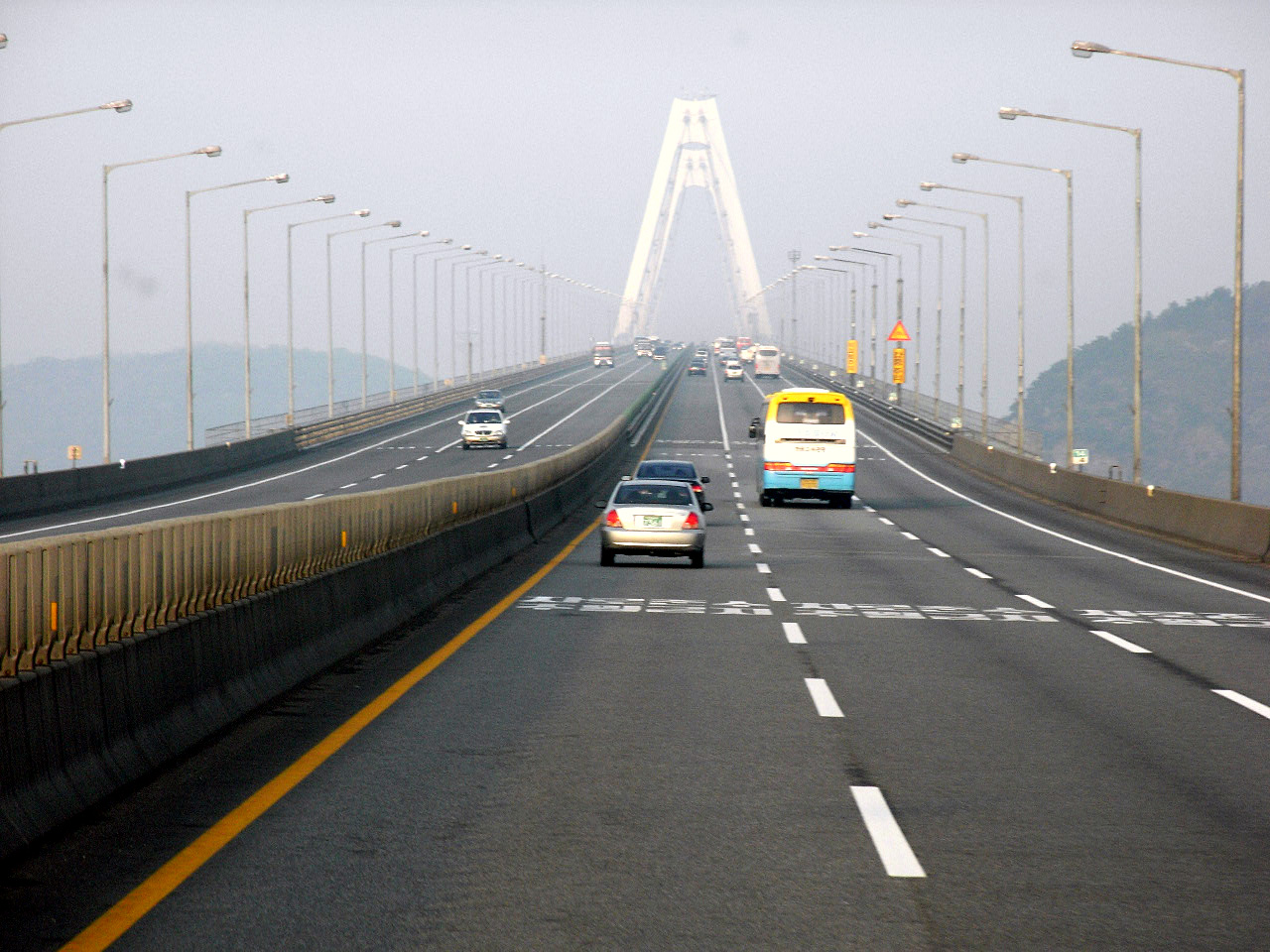
仁川国際空港方面永宗大橋の主塔を望む

仁川国際空港高速道路（インチョンこくさいくうこうこうそくどうろ）は、大韓民国仁川広域市中区（仁川国際空港）から京畿道金浦市（金浦国際空港）を経由して高陽市に至る高速道路である。

## 概要
韓国の高速道路第130号線。首都圏の二つの空港（仁川国際空港、金浦国際空港）へのアクセス手段として、また両空港を結ぶ道路として建設され、2000年に開通した。総工費1兆7440億ウォン 。
片側3 - 4車線。韓国初の民間投資高速道路（PFI方式）で、民間企業の新空港ハイウェイ株式会社が開業から30年間運営管理を行う（所有は大韓民国政府）。
利用料金は全区間統一で、本線料金所で支払う。

## 路線データ
- 起点 : 仁川広域市 - 中区
- 終点 : 京畿道 - 高陽市
- 主な経由地 : 仁川広域市 西区、桂陽区、京畿道金浦市、ソウル特別市 江西区
- 路線延長 : 40.2Km

## 沿革
- 1993年 12月28日 - 国庫財政により着工
- 1995年 10月29日 - 新たな事業施行者となる「新空港高速道路株式会社[3]」（現：新空港ハイウェイ株式会社）が民間資本により設立
- 1995年 12月7日 - 新空港高速道路(株)により着工
- 2000年 11月20日 - 全線竣工
- 2000年 12月5日 - 正式開通
- 2009年 1月31日 - 錦山 IC 供用開始
- 2013年 6月27日 - 青羅 IC 供用開始
- 2023年 10月1日 - 通行料金を改定。一般高速道路水準に値下げ。また、永宗島住民の通行料を免除。

## 地理
永宗島から、黄海を渡り、朝鮮半島（仁川広域市）に至るルートをとる。仁川国際空港、金浦国際空港、ソウル市内を結んでいる。
雲西駅付近から桂陽駅付近にかけて、仁川国際空港鉄道が本道路に並行している。

## 道路施設
- 永宗大橋（영종대교）: 全長4,420m。北仁川ICと空港入口ICの間に位置する。構造は上下2層になっており、上層は高速道路3車線、下層は高速道路2車線+仁川国際空港鉄道の兼用となっている。
- 傍花大橋（방화대교）: 全長2,559m。

## インターチェンジなど
| IC 番号 | 施設名                               | 韓国語施設名      | 英語施設名                | 区間距離 (㎞) | 起点から (㎞) | 接続路線                                  | 所在地       | 所在地 | 備考     |
| ------- | ------------------------------------ | ----------------- | ------------------------- | ------------- | ------------- | ----------------------------------------- | ------------ | ------ | -------- |
| 9       | 北路（プンノ）JCT                    | 북로 분기점       | Bungno JCT                | 0.0           | 0.0           | 国道77号線 国家支援地方道 23号線 自由路   | 京畿道       | 高陽市 |          |
| 8       | 88（パルパル）JCT                    | 88 분기점         | 88 JCT                    | 1.6           | 1.6           | オリンピック大路                          | ソウル特別市 | 江西区 |          |
| 7       | 金浦空港（キンポゴンハン）IC         | 김포공항 나들목   | Gimpo Airport IC          | 3.0           | 4.6           | 国道39号線 国道48号線                     | 京畿道       | 金浦市 |          |
| 6       | 老梧地（ノオジ）JCT                  | 노오지 분기점     | Nooji JCT                 | 3.6           | 8.2           | 100号線 ソウル外郭循環高速道路            | 仁川広域市   | 桂陽区 |          |
| TG      | 仁川空港（インチョンゴンハン）料金所 | 인천공항 요금소   | Incheon Airport TG        | 7.5           | 15.7          |                                           | 仁川広域市   | 西区   |          |
| 5       | 青羅（チョンナ）IC                   | 청라 나들목       | Cheongna IC               |               |               |                                           | 仁川広域市   | 西区   |          |
| 4       | 北仁川（プギンチョン）IC             | 북인천 나들목     | N.Incheon IC              | 5.2           | 20.9          | 景明大路 首都圏第二循環高速道路           | 仁川広域市   | 西区   |          |
| SA      | 永宗大橋（ヨンジョンデギョ）SA       | 영종대교 휴게소   | Yeongjong Grand Bridge SA |               |               |                                           | 仁川広域市   | 西区   | 仁川方向 |
| 3       | 錦山（クムサン）IC                   | 금산 나들목       | Geumsan IC                | 9.8           | 30.7          |                                           | 仁川広域市   | 中区   |          |
| 2       | 空港入口（コンハンイプク）IC         | 공항입구 나들목   | Airport Entrance          | 1.9           | 32.6          |                                           | 仁川広域市   | 中区   |          |
| 1       | 空港新都市（コンハンシンドシ）JCT    | 공항신도시 분기점 | Airport Town Square JCT   | 8.1           | 40.7          | 110号線 第二京仁高速道路 110号線 仁川大橋 | 仁川広域市   | 中区   |          |

## 通行料金
- 2015年9月1日～ 
  - 軽自動車（1000cc未満）：　3,300ウォン（北仁川から進入時は1,600ウォン）
  - 小型自動車（2軸以下、輪距2,794mm以下）：　 6,600ウォン（北仁川から進入時は3,500ウォン）
  - 中型自動車（2軸以下、輪距2,794mm超過）：11,300ウォン（北仁川から進入時は5,500ウォン）
  - 大型自動車（3軸以上）：14,600ウォン（北仁川から進入時は7,100ウォン）

- 2023年10月1日～ 
  - 軽自動車（1000cc未満）：　1,600ウォン（北仁川から進入時は950ウォン）
  - 小型自動車（2軸以下、輪距2,794mm以下）：　 3,200ウォン（北仁川から進入時は1,900ウォン）
  - 中型自動車（2軸以下、輪距2,794mm超過）：5,500ウォン（北仁川から進入時は3,200ウォン）
  - 大型自動車（3軸以上）：7,100ウォン（北仁川から進入時は4,200ウォン）